# Thunder Lightning, Strike
Thunder, Lightning, Strike es el álbum debut de The Go! Team. Fue lanzado por la discográfica británica Memphis Industries en 2004 y fue propuesto para el Mercury Music Prize de 2005.
Columbia Records reeditó el álbum en los Estados Unidos y en el Reino Unido en octubre de 2005. Se remezcló y se le añadieron pistas adicionales. Logró llegar al puesto número 48 en el Reino Unido en febrero de 2006, unos 18 meses después de su puesta en venta original. 
La canción "Get It Together" es el tema principal del videojuego de 2008 LittleBigPlanet.

## Lista de canciones

### Primera edición (2004)[1]
1. "Panther Dash" (The Go! Team/Paul Cooksey) – 2:50
2. "Ladyflash" (The Go! Team/Davy DMX/Holland/Dozier/Holland/Smith/Davis/Miner) – 4:16
3. "Feelgood by Numbers" (The Go! Team) – 1:56
4. "The Power Is On" (The Go! Team) – 3:14
5. "Get It Together" (The Go! Team) – 3:28
6. "Junior Kickstart" (The Go! Team/Macdermot/Rado/Ragni) – 3:32
7. "Air Raid Gtr" (The Go! Team) – 0:39
8. "Bottle Rocket" (The Go! Team/Ninja/Ellis) – 3:32
9. "Friendship Update" (The Go! Team) – 4:00
10. "Huddle Formation" (The Go! Team/Ninja) – 3:11
11. "Everyone's a V.I.P. to Someone" (The Go! Team/Neil/Nyro) – 5:08

### Reedición (2005)[2]
1. "Panther Dash" (The Go! Team/Paul Cooksey) – 2:50
2. "Ladyflash" (The Go! Team/Davy DMX/Holland/Dozier/Holland/Smith/Davis/Miner) – 4:16
3. "Feelgood by Numbers" (The Go! Team) – 1:56
4. "The Power Is On" (The Go! Team) – 3:14
5. "Get It Together" (The Go! Team) – 3:28
6. "We Just Won't Be Defeated" (The Go! Team) – 2:45
7. "Junior Kickstart" (The Go! Team/Macdermot/Rado/Ragni) – 3:32
8. "Air Raid Gtr" (The Go! Team) – 0:39
9. "Bottle Rocket" (The Go! Team/Ninja/Ellis) – 3:32
10. "Friendship Update" (The Go! Team) – 4:00
11. "Hold Yr Terror Close" (The Go! Team) – 2:18
12. "Huddle Formation" (The Go! Team/Ninja) – 3:11
13. "Everyone's a V.I.P. to Someone" (The Go! Team/Neil/Nyro) – 5:08

## Muestras
- "Ladyflash"
  - "The DMX Will Rock You (mezcla rap)" por Davy DMX
  - Wild Style película
  - "Come See About Me" por Holland/Dozier/Holland, representado por The Supremes
  - "I Can't Resist" por Smith/Davis/Miner
  - "Ashley's Roachclip" por Lloyd Pinchback representado por The Soul Searchers
  - "Down From Dover" por Lee Hazelwood y Nancy Sinatra (solamente figura en el álbum original)
  - "Tighten Up" por Archie Bell and the Drells (solamente figura en el álbum original)
- "The Power Is On"
  - Música de Duel at Diablo por Neal Hefti
  - "Burning Bridges" por Schifrin/Curb representado por Mike Curb Congregation
  - El documental Black Magic
  - El documental de The Clash Westway to the World
- "Junior Kickstart"
  - Música de Ironside por Quincy Jones
  - "Aquarius" de Hair por Macdermot/Rado/Ragni
- "Bottle Rocket"
  - "Soul Time" por Shirley Ellis
- "Huddle Formation"
  - La película de esquí Teddy Bear Crisis (solamente figura en el álbum original)
  - Cántico de Black Panther Party
- "Everyone's a V.I.P. to Someone"
  - "Everybody's Talkin'" por Fred Neil
  - "Stoned Soul Picnic" por Laura Nyro representado por The 5th Dimension

## Equipo de producción
- Productores – The Go! Team y Gareth Parton
- Scratching en "Get It Together" – Rob Winterson
- Editado – Mike Palmer en Masterpiece